# Pseudodoliolininae
Pseudodoliolininae es una subfamilia de foraminíferos bentónicos de la familia Verbeekinidae, de la superfamilia Fusulinoidea, del suborden Fusulinina y del orden Fusulinida. Su rango cronoestratigráfico abarca desde el Artinskiense (Pérmico inferior) hasta el Tatariense (Pérmico superior).

## Discusión
Clasificaciones más recientes incluyen Pseudodoliolininae en la superfamilia Neoschwagerinoidea, y en la subclase Fusulinana de la clase Fusulinata.

## Clasificación
Pseudodoliolininae incluye al siguiente género:
- Pseudodoliolina †